# Batuhan Demirçin
Batuhan Demirçin (* 23. října 1989) je turecký zápasník–volnostylař.

## Sportovní kariéra
Připravoval se v Ankaře ve sportovním klubu ASKI pod vedením Abdullaha Çakmara. V turecké volnostylařské se prosadil v roce 2010 ve váze do 74 kg. V roce 2012 se na olympijské hry v Londýně nekvalifikoval. Od roku 2012 ztratil pozici reprezentační jedničky se Sonerem Demirtaşem.

## Výsledky
| Turnaj             | 2006 | 2007 | 2008 | 2009 | 2010 | 2011 |
| Turnaj             | 17   | 18   | 19   | 20   | 21   | 22   |
| Turnaj             | -74  | -74  | -74  | -74  | -74  | -74  |
| ------------------ | ---- | ---- | ---- | ---- | ---- | ---- |
| Olympijské hry     |      |      | —    |      |      |      |
| Mistrovství světa  | —    | —    |      | —    | úč.  | úč.  |
| Mistrovství Evropy | —    | —    | —    | —    | 3.   | úč.  |
| MS juniorů         | —    | —    | —    | 7.   |      |      |
| ME juniorů         | —    | —    | úč.  | —    |      |      |
| ME dorostenců      | 1.   |      |      |      |      |      |